# Campeonato Paulista 1966
In 1966 werd het 65ste Campeonato Paulista gespeeld voor clubs uit de Braziliaanse staat São Paulo. De competitie werd georganiseerd door de FPF en werd gespeeld van 31 juli tot 19 december. Palmeiras werd kampioen.
Met Toninho Guerreiro werd voor het eerst, sinds Zezinho in 1956, iemand anders dan Pelé topschutter.

## Eindstand
| Plaats | Club                | Wed. | W  | G  | V  | Saldo | Ptn. |
| ------ | ------------------- | ---- | -- | -- | -- | ----- | ---- |
| 1.     | Palmeiras           | 28   | 20 | 3  | 5  | 65:31 | 43   |
| 2.     | Corinthians         | 28   | 17 | 5  | 6  | 57:33 | 39   |
| 3.     | Santos              | 28   | 16 | 6  | 6  | 70:42 | 38   |
| 4.     | Comercial           | 28   | 13 | 8  | 7  | 58:47 | 34   |
| 5.     | São Paulo           | 28   | 12 | 10 | 6  | 45:35 | 34   |
| 6.     | Portuguesa          | 28   | 12 | 4  | 12 | 45:44 | 28   |
| 7.     | Botafogo            | 28   | 11 | 5  | 12 | 53:65 | 27   |
| 8.     | Prudentina          | 28   | 10 | 6  | 12 | 46:46 | 26   |
| 9.     | Portuguesa Santista | 28   | 7  | 11 | 10 | 34:41 | 25   |
| 10.    | São Bento           | 28   | 8  | 9  | 11 | 38:44 | 25   |
| 11.    | Juventus            | 28   | 7  | 8  | 13 | 26:44 | 22   |
| 12.    | América             | 28   | 11 | 0  | 17 | 49:57 | 22   |
| 13.    | Guarani             | 28   | 9  | 3  | 16 | 34:43 | 21   |
| 14.    | Noroeste            | 28   | 7  | 7  | 14 | 33:57 | 21   |
| 15.    | Bragantino          | 28   | 7  | 1  | 20 | 36:60 | 15   |

|  | Kampioen   |
|  | Degradatie |

### Kampioen
| Campeonato Paulista de 1966    |
| São Paulo                      |
| ------------------------------ |
| PALMEIRAS Kampioen (15° titel) |

## Topschutter
| Speler            | Speler            | Goals | Club   |
| ----------------- | ----------------- | ----- | ------ |
| Vlag van Brazilië | Toninho Guerreiro | 27    | Santos |